# Máquina de e/m
La máquina de e/m es un aparato usado como experimento físico para comprobar el peso del electrón según la cantidad de energía que posea. La primera vez que la máquina fue mostrada al público fue en 1897 por el científico Joseph John Thomson.

## Funcionamiento
Un rayo de electrones es acelerado a través de una carga conocida, así la velocidad de los electrones es conocida. Un par de bobinas de Helmhotz produce un campo magnético uniforme en el centro de la esfera de helio. Este campo magnético desvía el rayo de electrones en un camino circular.
e/m =1.7588x1011
e = carga electrón
m = masa electrón

## Equipamiento

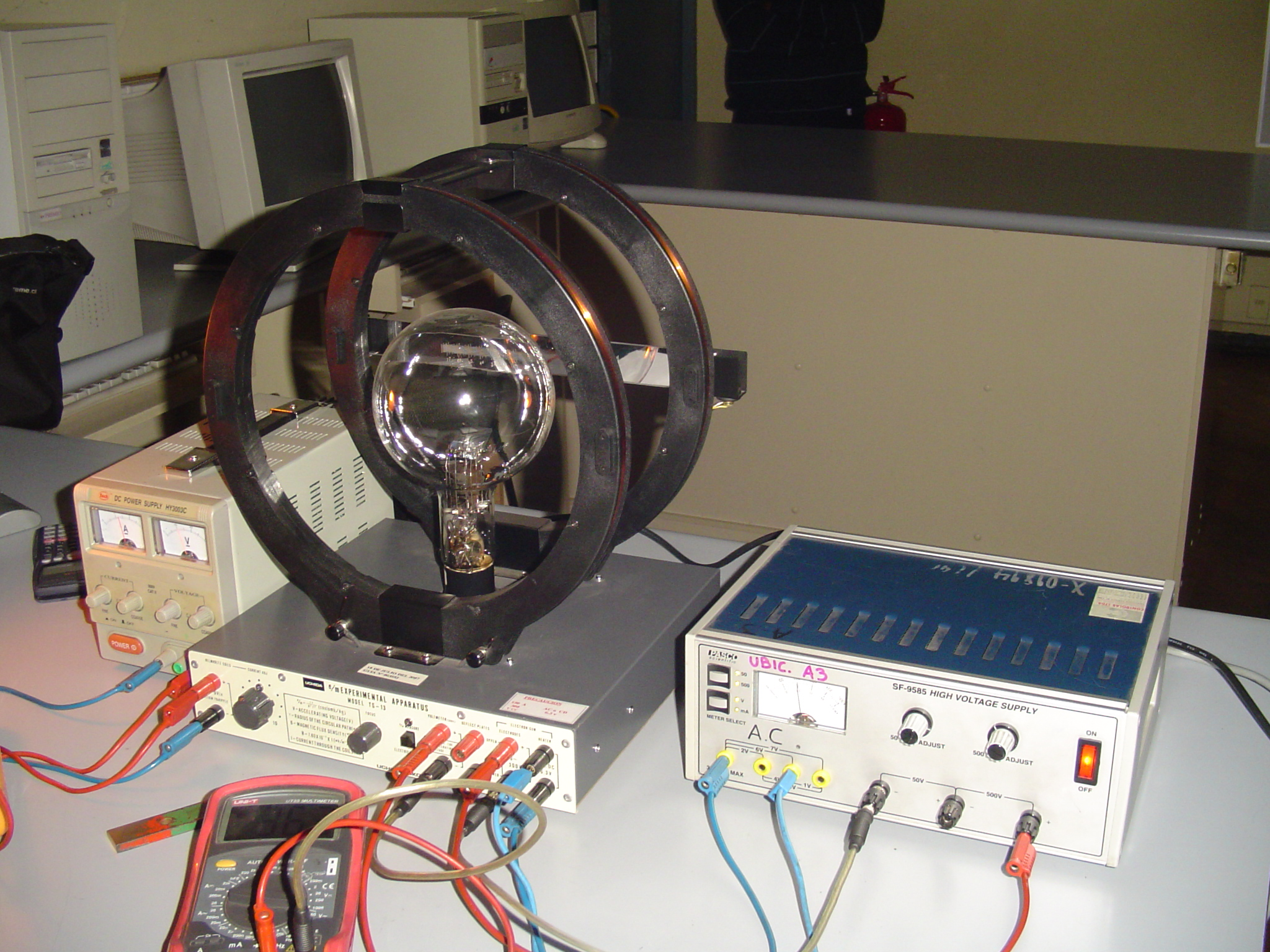
Máquina e/m montada en los laboratorios de física de la UTEM.

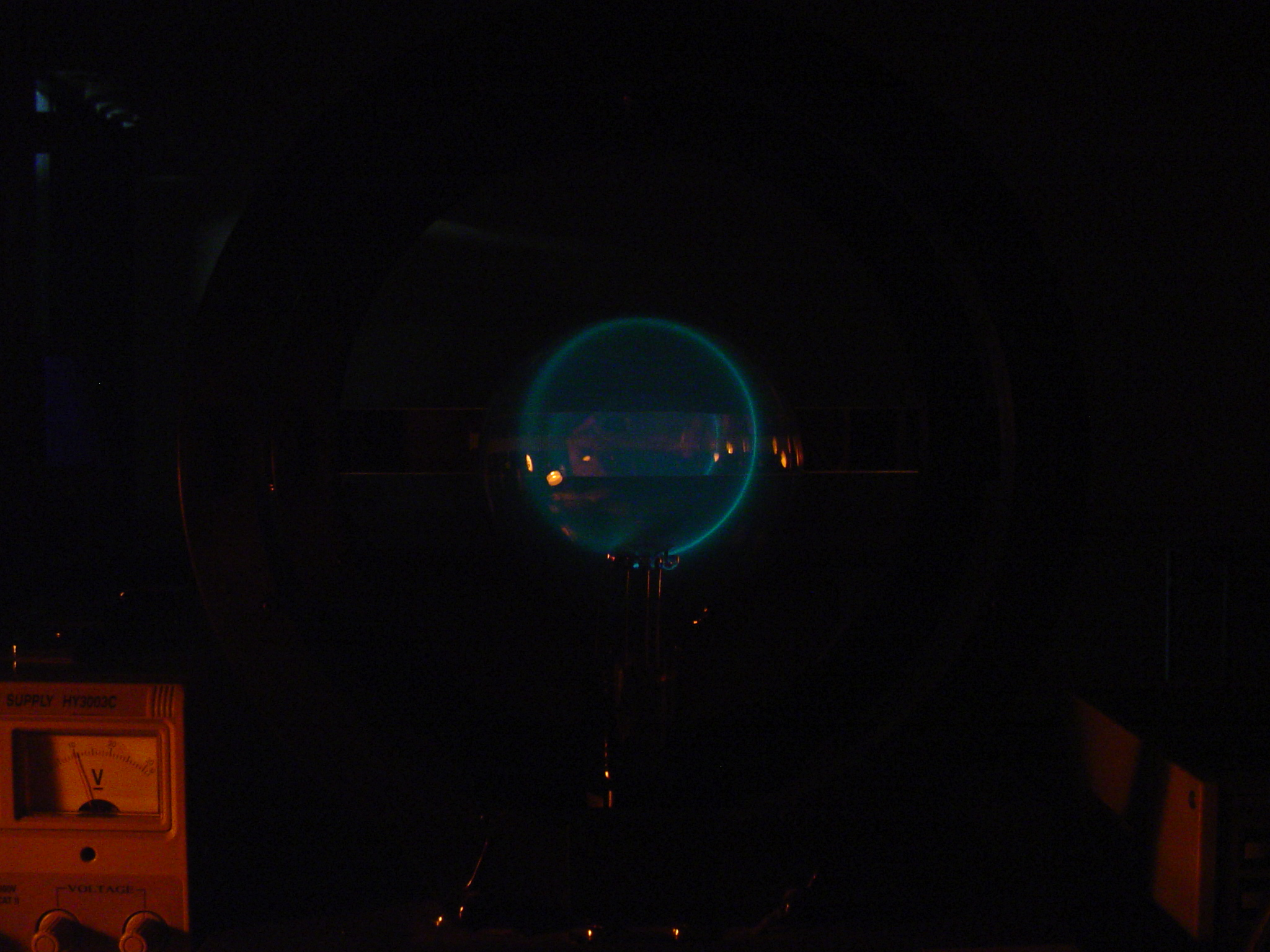
Máquina de e/m en funcionamiento, se puede apreciar el haz de electrones siendo desviado.

### Esfera de helio
Se requiere una ampolla esférica de vidrio, llena de helio a una baja presión (10-2 mm Hg), la cual posee en su interior un cañón electrónico. Este cañón produce un haz de electrones (rayos catódicos). Estos electrones en su trayecto colisionan con los átomos del gas enrarecido, excitándolos. La desexcitación inmediata supone la emisión de energía en forma de luz. El resultado es una cierta luminiscencia en la región del gas alcanzada por la trayectoria de los electrones.

### Cañón electrónico
El cañón electrónico es una disposición de electrodos que libera, concentra y acelera electrones, formando un haz que constituye un rayo electrónico. 
La liberación se produce cuando un material alcanza suficiente temperatura como para que algunos de sus electrones periféricos adquieran suficiente energía como para «saltar», librándose de la atracción atómica. Esto se realiza por lo general en un filamento metálico (similar al de una bombilla de alumbrado) que a la temperatura de incandescencia a la que funciona produce este efecto -efecto Edison- y actúa como cátodo. 
Otra placa próxima cuyo potencial sea superior al del cátodo, constutuye el ánodo, y atrae hacia sí los electrones acelerándolos. Un pequeño orificio en el ánodo puede ser suficiente para que cierto número de electrones se escapen de la estructura con una velocidad controlada por el potencial de este ánodo.

### Bobinas de Helmholtz
La geometría de las bobinas de Helmholtz, donde el radio de las bobinas es igual a su separación, provee de un campo magnético uniforme. El campo magnético creado por las bobinas es proporcional a las vueltas de alambres de las bobinas por 7,8 x 10-4 tesla/amperes (este valor es cuando el radio de las bobinas es de 15 cm).